# Anastrophyllum donnianum
Anastrophyllum donnianum är en bladmossart som först beskrevs av William Jackson Hooker, och fick sitt nu gällande namn av Franz Stephani. Anastrophyllum donnianum ingår i släktet trappmossor, och familjen Anastrophyllaceae. Inga underarter finns listade i Catalogue of Life.